# Ernst Laws
Ernst Laws (ur. 7 sierpnia 1903 w Braniewie w Prusach Wschodnich, zm. 22 marca 1981 we Frankfurcie nad Menem) – niemiecki ksiądz katolicki, pisarz, redaktor i wydawca, Warmiak.

## Życiorys

### Okres młodzieńczy i edukacja
Ernst Laws był synem introligatora Michaela Bruno Lawsa (1873–1945) i jego żony Anny Kathariny z domu Bruan (1877–1968). Rodzina mieszkała w nowomiejskiej części Braniewa, przy Hindenburgstraße 24 (ul. Kościuszki). W Braniewie ukończył w 1924 szkołę średnią (gimnazjum Hosianum), a następnie rozpoczął studia prawnicze na Uniwersytecie we Fryburgu od semestru zimowego 1924/1925. Przystąpił do Bund Neudeutschland i studenckiej korporacji Germania Hohentwiel- Freiburg (Breisgau). Następnie studiował teologię na Uniwersytecie Ludwiga Maximiliana w Monachium, a potem w seminarium duchownym w rodzinnym Braniewie. Święcenia kapłańskie otrzymał 14 lipca 1929 z rąk biskupa warmińskiego Bludaua w katedrze we Fromborku.

### Okres kapłaństwa w Prusach Wschodnich
Od 1929 roku rozpoczął posługę duszpasterską w miejscowościach Ignalin, Nowe Kawkowo, Sowieck i Olsztyn. W 1931 pracował jako nauczyciel religii w Dobrym Mieście. W 1933 został aresztowany przez gestapo, przesłuchiwany i więziony przez kilka miesięcy. Po zwolnieniu posługiwał jako kapłan w Malborku, a następnie został ponownie aresztowany wraz z proboszczem Franzem Pingelem i księdzem Bruno Weichselem i więziony w więzieniach gestapo w Królewcu, Wrocławiu i Berlinie. Po 1937 Ernst Laws pracował jako duszpasterz w parafii w Królewcu. W latach 1939–1942 przebywał w Arosa w Szwajcarii, gdzie przechodził kurację leczniczo-rehabilitacyjną związaną ze schorzeniami reumatycznymi i kłopotami ze wzrokiem. Jednocześnie posługiwał tam jako duszpasterz. Po powrocie z kuracji w 1942 posługiwał w Morągu w parafii św. Józefa (1942–1944), a od 1944 w parafii Świętej Trójcy w Kwidzynie.

### Okres powojenny
Po ucieczce z Prus Wschodnich przed nadciągającym frontem Ernst Laws krótko był kapłanem w Groß Mechau k. Pucka, a w 1946 został wikarym w Kaufbeuren. Od 1956 działał jako radny konsystorza warmińskiego. Po 1958 został zatrudniony jako radca naukowy (Studienrat) w Dillingen an der Dunau. Po 1960 pracował jako nauczyciel w liceum w Donauwörth, a po 1964 jako nauczyciel religii w Ulm-Gögglingen. W 1960 otrzymał tytuł prałata, a w 1979 został mianowany papieskim prałatem honorowym i prodziekanem.
W latach 1950–1964 wydawał czasopismo Ermländischer Hauskalender,, a w latach 1966–1978 Unser Ermlandbuch dla diaspory z Warmii. Przeważającą część artykułów redagował sam. W 1969 przeprowadził się z Ulm do Darfeld, a następnie zamieszkał w domu starców w Borghorst.
Ernst Laws zmarł 22 marca 1981 we Frankfurcie nad Menem, gdy upadł wracając wieczorem z teatru. Pogrzeb odbył się kilka dni później w Borghorst.
W działalności pisarskiej najwięcej miejsca poświęcał historii Warmii, kulturze i literaturze związanej z nią, poza tym zajmował się śledzeniem i opisywaniem powojennych losów Warmiaków i biografii osób wyróżniających się. Pisał również artykuły na temat życia religijnego na Warmii, zawierał reportaże o współczesnej Warmii oraz niemieckie przekłady literatury polskiej, m.in. Kazimierza Przerwy-Tetmajera, Henryka Sienkiewicza, oraz wspomnienia duchownych warmińskich z obozów koncentracyjnych w czasie exodusu z Prus Wschodnich w styczniu 1945 roku. Pisał i publikował także własne wiersze, w których ujawniał swoje przywiązanie do ziemi braniewskiej. Publikował też opracowania poświęcone zabytkom i architekturze sakralnej Warmii, m.in. katedrze św. Katarzyny w Braniewie (Totenklage um eine Kirche. Ein Requiem für St. Katharina. Braunsberg, Leer 1976).